# Мандаринки (рыбы)
Мандаринки (лат. Synchiropus) — род некрупных лучепёрых рыб из семейства лировых (Callionymidae). Этимология: от греч. syn, symphysis — сросшиеся и греч. cheir — рука и греч. pous — нога. Длина тела от 1,8 (Synchiropus springeri) до 22 (Synchiropus valdiviae) см. Рыбы яркой расцветки с красивым замысловатым узором. Их тела продолговатой формы и без чешуи; высокие спинные плавники с тонкими лучами защищают тело (прикрывая часть жабр). Обитают большей частью в тропических водах западной Индо-Пацифики. Придонные рыбы, питаются в основном ракообразными, червями и другими мелкими беспозвоночными, зарывающимися в субстрат. Основным средством передвижения им служат большие грудные плавники. Самцы территориальные и держатся на расстоянии друг от друга.

## Виды
Род включает 42 вида:
- Synchiropus altivelis (Temminck & Schlegel, 1845)
- Synchiropus atrilabiatus (Garman, 1899)
- Synchiropus bartelsi Fricke, 1981
- Synchiropus circularis Fricke, 1984
- Synchiropus claudiae Fricke, 1990
- Synchiropus delandi Fowler, 1943
- Synchiropus grandoculis Fricke, 2000
- Synchiropus grinnelli Fowler, 1941
- Synchiropus hawaiiensis Fricke, 2000
- Желтопёрая морская мышь[1]
 (Synchiropus ijimae) Jordan & Thompson, 1914
- Synchiropus kuiteri Fricke, 1992
- Synchiropus laddi Schultz, 1960
- Synchiropus lateralis (Richardson, 1844)
- Synchiropus lineolatus (Valenciennes, 1837)
- Synchiropus marmoratus (Peters, 1855)
- Synchiropus minutulus Fricke, 1981
- Synchiropus monacanthus Smith, 1935
- Synchiropus morrisoni Schultz, 1960
- Synchiropus moyeri Zaiser & Fricke, 1985
- Synchiropus novaecaledoniae Fricke, 1993
- Synchiropus ocellatus (Pallas, 1770)
- Synchiropus orientalis (Bloch & Schneider, 1801)
- Synchiropus orstom Fricke, 2000
- Synchiropus phaeton (Günther, 1861)
- Synchiropus picturatus (Peters, 1877)
- Synchiropus postulus Smith, 1963
- Synchiropus rameus (McCulloch, 1926)
- Synchiropus randalli Clark & Fricke, 1985
- Synchiropus richeri Fricke, 2000
- Synchiropus rosulentus Randall, 1999
- Synchiropus rubrovinctus (Gilbert, 1905)
- Synchiropus sechellensis Regan, 1908
- Synchiropus signipinnis Fricke, 2000
- Мандаринка (Synchiropus splendidus) (Herre, 1927)
- Synchiropus springeri Fricke, 1983
- Synchiropus stellatus Smith, 1963
- Synchiropus zamboangana Seale, 1910